# Хасав-Чан-К'авііль II
Хасав-Чан-К'авііль II (д/н —після 869) — останній відомий ахав Мутуля у 860-х роках.

## Життєпис
Син ахава Хуун-К'авііля. Був онуком Нуно'м-Ч'еєна. В період сходження Хасав-Чан-К'авііля II на трон велика Мутульська держава розпалася: у кожному невеличкому містечку правили його родичі, що також звалися Священними Мутульськими володарями. Влада Хасав-Чан-К'авііля II обмежувалася околицями Йашмутуля. Він намагався відновити колишню потугу, проте не зміг досягти якихось гідних результатів. Відомий насамперед завдяки встановленню стели 11 в день закінчення двадцятиріччя 10.2.0.0.0, 3 Ахав 3 Кех (17 серпня 869 року). Вважається, що його правління закінчилось на початку 870-х років.